# ルートヴィヒ・ブフナー
ルートヴィヒ・ブフナー(Ludwig Andreas Buchner、1813年7月23日-1897年10月23日)は、ミュンヘン出身のドイツの薬理学者である。父のヨハン・ブフナー(Johann Andreas Buchner、1783年-1852年)も同じく薬理学者であった。

## 学術的な背景
ミュンヘンのギムナジウムを卒業後、ギーセン大学とパリ大学に通った。1839年、PhD取得。1842年、医学博士取得。1847年、ミュンヘン大学で薬理学と病態生化学の准教授となり、1852年に薬学と毒性学の教授となった。
1849年、ミュンヘンのバイエルン科学・人文学アカデミーのメンバーとなった。

## 貢献
1852年から1876年まで、父の創刊したRepertorium fur die Pharmacie誌の編集者を務めた。1872年に、2巻の教科書Commentar zur Pharmacopoea Germanicaを著した。また、Allgemeine Deutsche Biographie誌に多くの論文を投稿している。

## 著書
- Commentar zur Pharmacopoea Germanica mit verdeutschendem Texte : fur Apotheker, Aerzte und Medicinal-Beamte ; in 2 Bden. Bd. 2,1 . Oldenbourg, Munchen 1878 Digital edition by the University and State Library Dusseldorf
- Commentar zur Pharmacopoea Germanica mit verdeutschendem Texte : fur Apotheker, Aerzte und Medicinal-Beamte ; in 2 Bden. Bd. 2,2 . Oldenbourg, Munchen 1884 Digital edition by the University and State Library Dusseldorf